# Можары (Башкортостан)
Можары (баш. Можары) — село в Краснокамском районе Республики Башкортостан Российской Федерации. Входит в состав Арланского сельсовета.

## География

### Географическое положение
Расстояние до:
- районного центра (Николо-Берёзовка): 25 км,
- центра сельсовета (Арлан): 1 км,
- ближайшей ж/д станции (Нефтекамск): 18 км.

## Население
| 2002 | 2009 | 2010 |
| ---- | ---- | ---- |
| 319  | ↗425 | ↘393 |

Национальный состав

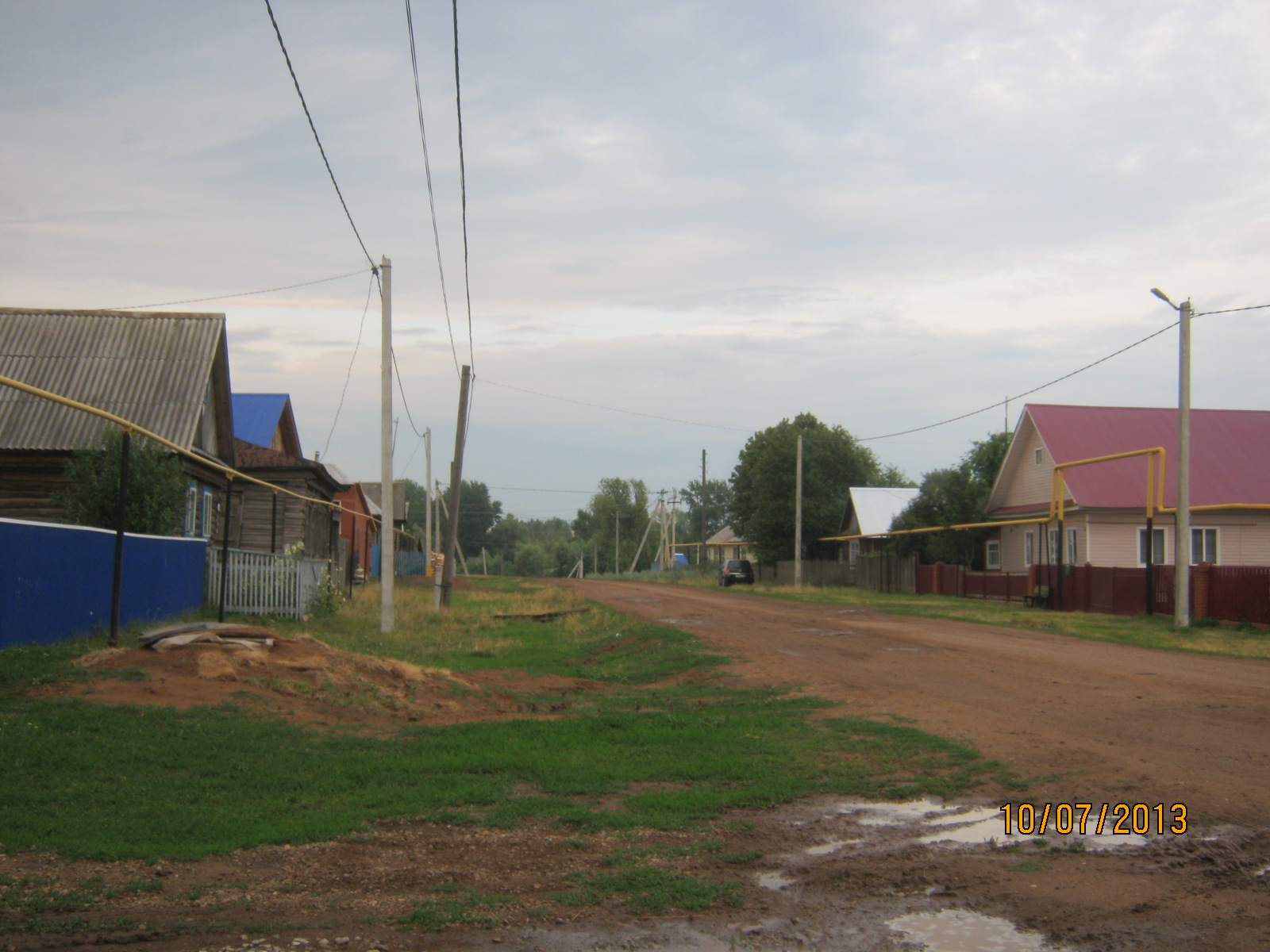
Улица в с. Можары

Согласно переписи 2002 года, преобладающие национальности — русские (43 %), марийцы (31 %).

## Религия
В селе есть православная церковь Михаила Архангела.